# Carl Ludwig Willdenow
Carl Ludwig Willdenow (n. 22 august 1765, Berlin – d. 10 iulie 1812, Berlin) a fost un profesor universitar gerrman de origine prusacă, botanist, farmacist, lichenolog, medic, micolog, pteridolog, și taxonomist. A fost unul dintre cei mai importanți sistematici ai timpului său și este unul dintre fondatorii dendrologiei precum a fitogeografiei (geografia vegetală). Abrevierea numelui său în cărți științifice este Willd..

## Biografie

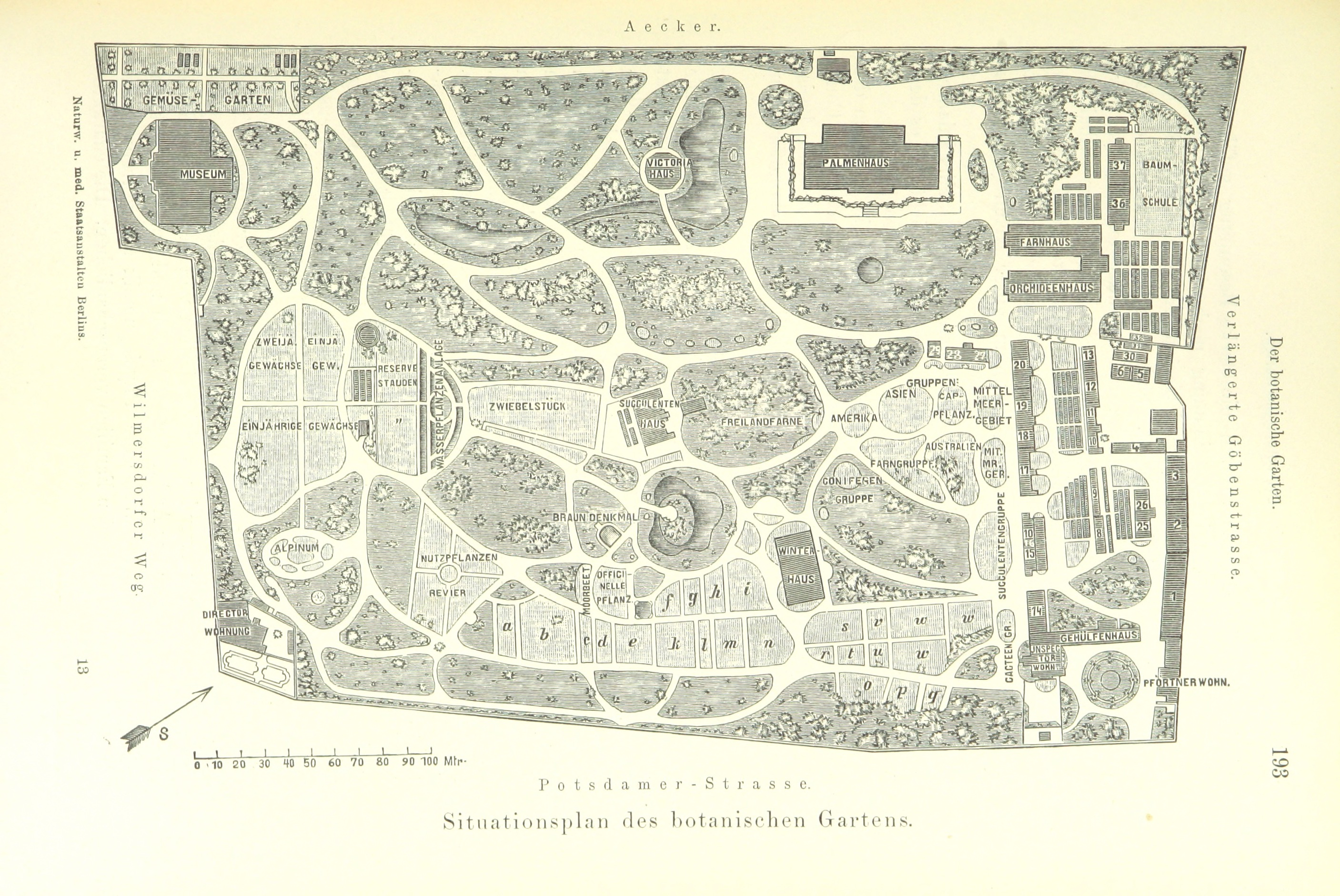
Planul grădinii botanice, 1886

Carl Ludwig a fost singurul fiu al farmacistului Karl Johann Willdenow (d. 1790) și a soției sale, născută Gleditsch (d. 1786). S-a născut în „Casa Vulturului Roșu”, situată pe renumitul bulevard Unter den Linden din Berlin, Willdenow a fost interesat deja din copilărie în științele naturale, în special de botanică. Interesul său timpuriu pentru această materie a fost aprins de unchiul său Johann Gottlieb Gleditsch (1714-1786), medic și botanist, iar în urmare a început deja cu o colecție de ierburi. După ce a urmat liceul, și-a început ucenicia în farmacia tatălui său, pe care a continuat-o la „Școala de Medicină” din Bad Langensalza (Turingia) și care a finalizat-o în 1785 cu examenul. Contrar dorințelor tatălui, el nu a preluat farmacia, ci a studiat botanica și medicina la Universitatea din Halle-Wittenberg. Până atunci, tânărul Willdenow a tot lucrat științific și a colecționat un ierbar cu plante din Berlin și Halle și în jur, precum și din Turingia. În 1787 a publicat prima sa lucrare Prodromus florae Berolinensis (Introducere în Flora Berlinului). Și-a luat doctoratul în 1789 și s-a stabilit la Berlin ca medic și farmacist, dedicându-se însă în primul rând botanicii. Reputația sa de botanic a pătruns dincolo de granițele țării, astfel încât în 1790 a primit o invitație din partea Rusiei pentru a circumnaviga globul, pe care nu a putut s-o percepe din motive familiale, preferând să se căsătorească cu Henriette Luise Habermus (1 noiembrie 1790) cu care a avut un fiu, Karl (n. 1795). Nepoata lui a fost Clara Willdenow (1856-1931), una dintre primele femei germane care a obținut o diplomă în medicină, deși, pentru că i s-a refuzat studiul în propria țară, a trebuit să studieze și să absolve în Elveția. În același timp, începând cu anul 1791, a deținut funcția drept profesor public de botanică la departamentul de silvicultură și 4 ani mai târziu a fost numit și șef la Pepinière (instituție fondată pentru educația și pregătirea medicilor militari din Regatul Prusiei,  alături de Charité a doua școală de chirurgi din Berlin).
În 1792 a publicat opera sa Grundriß der Kräuterkunde („Planul a științei ierburilor”), care în numai câțiva ani a avut numeroase ediții la Berlin și Viena și a fost tradusă  în mai multe limbi. În 1794, Willdenow a fost ales membru al Membru al Academiei Regale Prusace de Științe.

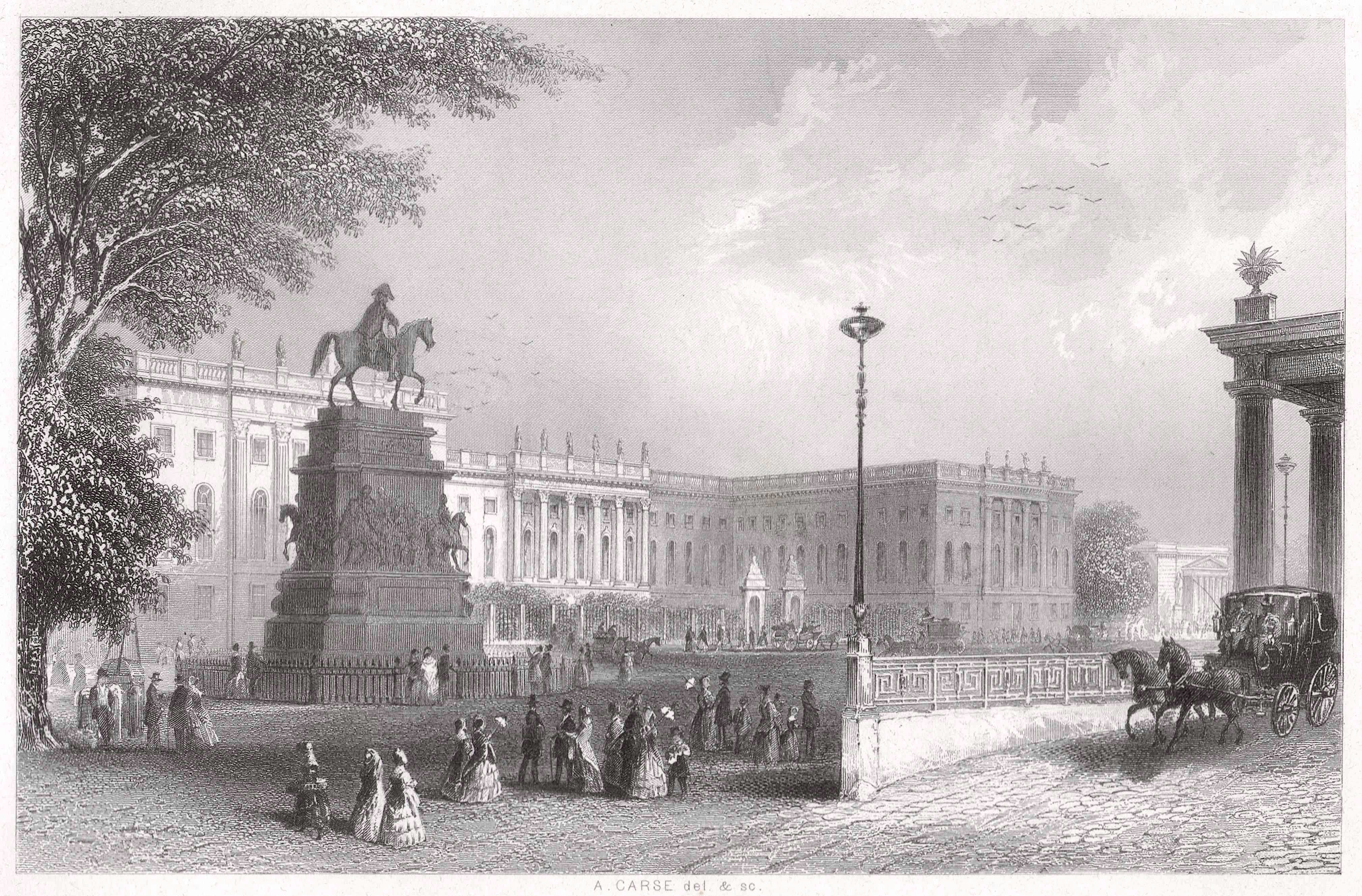
Universitatea din Berlin pe la 1850

În 1798 a devenit profesor titular de istorie naturală la colegiul medical-chirurgical (Collegio medico chirurgico) și a obținut conducerea Grădinii Botanice din Schöneberg (astăzi Parcul Heinrich von Kleist) care a aparținut Academiei de Științe, devenind în 1806 directorul ei și a fost numit totodată profesor pentru predarea medicinei. Când a fost fondată Universitatea din Berlin în 1810, a devenit profesor de botanică acolo. A întreprins de asemenea excursii științifice extinse, astfel a călătorit în 1804 prin Austria și Alpii din Italia de Nord precum în 1810 prin Olanda, Belgia și Franța.
Willdenow a fost un prieten apropiat al lui Alexander von Humboldt pe care l-a sfătuit deseori cu privire la întrebări botanice. Între Humboldt și Willdenow a existat o prietenie strânsă, asemănător celei între Friedrich von Schiller și Johann Wolfgang von Goethe. Deja în timpul călătoriei sale de cercetare a Americii de Sud împreună cu Aimé Bonpland, Humboldt i-a trimis probe de plante pentru a le cerceta și publica. La 18 octombrie 1802, Willdenow a ținut prelegeri în fața Academiei Regale Prusace de Științe în Berlin, incluzând prima publicație relevantă a scoarței Angostura (Bonplandia trifoliata Willd., 1802, azi Angostura trifoliata T.S.Elias, 1970) și curând după aceea, o serie de plante din America Latină ale căror semințe fuseseră colectate de Humboldt și Bonpland au înflorit în grădina botanică regală din Schöneberg.
Prin urmare, la solicitarea lui Humboldt, a plecat în anul 1811 la Paris pentru a prelucra științific plantele colectate în timpul călătoriei lui Humboldt prin America de Sud. S-a întors muribund la Berlin, unde a decedat la scurt timp după aceea fără a mai putea publica rezultatele. A fost elevul lui, Karl Sigismund Kunth (1788-1850), care a lucrat timp de mai mulți ani, începând în 1813, la completarea operei Nova genera et species plantarum quas in peregrinatione ad plagam aequinoctialem orbis novi collegerunt Bonpland et Humboldt și publicarea ei în șapte volume între 1815 și 1825.
Willdenow a fost cel mai important taxonomist al timpului său. Este considerat fondatorul dendrologiei germane, culturii științifice a lemnului, de verificat în cărțile sale Berlinische Baumzucht (1796), Die wilde Baumzucht (1811) și Abbildungen der deutschen Holzarten (2 volume 1815, 1820, postum), fiind de asemenea fondatorul geografiei plantelor ( geobotanicii), adică studiului distribuției diverselor plante pe pământ. La urma urmei, este autorul intelectual al Ideen zu einer Geographie der Pflanzen („Idei pentru o geografie a plantelor”), publicată și pusă la dezbatere de marele său prieten Alexander von Humboldt care a spus în această legătură, că Willdenow ar fi găsit deja un răspuns la aceste întrebări în „secțiunile excelent elaborate” despre istoria plantelor. Dar faimosul Willdenow nu a fost niciodată numai un sistematic unilateral, ci un botanist care a practicat comparația științifică și a ajutat ideilor mai noi la victorie prin munca sa liniștită și durabilă. Mai departe și-a făcut un renume prin reeditarea lucrărilor faimosului botanist suedez Carl von Linné, anume Linnaei species plantarum. 
Deși de mare renume, savantul nu a fost nobilat niciodată (probabil pentru că a murit prea timpuriu). El a fost proprietar al caselor Friedrichstraße 84 și 85, unde a locuit din 1801. A fost înmormântat în cimitirul  Dorotheenstädtischer Friedhof, Sectorul Centru (Berlin). Înainte de nivelarea biserici și a cimitirului în 1965, piatra de mormânt a lui Willdenow a fost îndepărtată și asigurată. Acest epitaf stă în memoria lui astăzi în holul de intrare al muzeului botanic Berlin-Dahlem.
Referințe pentru biografie:

### Suplimentare
La 19 noiembrie 1818, regele Frederic Wilhelm al III-lea al Prusiei a poruncit cu ordin de cabinet achiziția marelui ierbar al răposatului om de știință pentru 36.000 Mark și l-a dăruit Universității din Berlin. Ierbarul cu 20.620 plante cu flori și criptogame s-a păstrat aproape complet până în prezent și se află în muzeul botanic. Acolo sunt de văzut și mai multe prim-ediții a operelor câtorva botaniști cu renume din trecut, de asemenea cumpărate de regele prusac.

## Specii și genuri descrise de Willdenow
Conform IPNI (International Plant Names Index), Willdenow a determinat 6939 de specii și genuri, în majoritate plante.

### Plante (selecție)
În urmare este listată o mică selecție de genuri și specii pomenite în Wikipedia română.
| - Bartonia, gen, (Muhl.) Willd., 1801 (Gentianaceae) - Hoppea, gen, Willd., 1801 (Gentianaceae) - Waldsteinia, gen, Willd., 1801 (Rosaceae) - Glycine, gen, Willd., 1798, (Fabaceae) - Usteria, gen, Willd., 1790, (Loganiaceae) - Acacia senegal (L.) Willd., 1806 (Fabaceae) - Acanthus dioscoridis (L.) Willd., 1799 (Acantacee) - Alnus serrulata (Aiton) Willd., 1805 (Betulaceae) - Anthemis carpatica (Romaniță de munte) (Waldst. & Kit.) Willd., 1803 (Asteraceae) - Armeria alpina Willd., 1809 (Plumbaginaceae) - Asimina obovata (Willd.) Nash, 1896 (Annonaceae) - Centaurea fischeri Willd., 1814 (Asteraceae) - Drosera biflora (Willd., 1809) Roem. & Schult., 1820 (Droseraceae) | - Drosera biflora (Willd., 1809) Roem. & Schult., 1820 (Droseraceae) - Drosera uniflora Willd., 1809 (Droseraceae) - Erica arborescens (Willd.) E.G.H.Oliv., 1993 (Ericaceae) - Eugenia alpina (Sw.) Willd., 1811 (Myrtaceae) - Eupatorium dubium (Willd., 1803) Poir. (Asteraceae) - Eupatorium truncatum (Muhl.) Willd., 1803 (Asteraceae) - Juncus tenuis (pipirig subțire) Willd., 1799 (Juncaceae) - Malus prunifolia (Willd.) Borkh., 1803 (Rosaceae) - Momordica dioica (Roxb.) Willd., 1805 (Cucurbitaceae) - Platanus × acerifolia, hibrid (Aiton) Willd., 1805 (Platanaceae) - Polygonatum pubescens (Willd.) Pursh, 1820 (Asparagaceae) - Ranunculus montanus (piciorul cocoșului de munte) Willd. 1799 (Ranunculaceae) | - Quercus bicolor (stejar bicolor) Willd., 1796 (Fagaceae) - Quercus pubescens (stejar pufos) Willd., 1796 (Fagaceae) - Quercus pyrenaica Willd., 1796 (Fagaceae) - Salix humboldtiana Willd., 1806 (Salicaceae) - Salix silesiaca Willd., 1806 (Salicaceae) - Salix starkeana Willd., 1806 (Salicaceae) - Stylidium lineare Willd., 1805 (Stylidiaceae) - Tamarix gracilis Willd., 1816 Tamaricaceae) - Tamarix hispida Willd., 1816 (Tamaricaceae) - Tamarix laxa Willd., 1816 (Tamaricaceae) - Turnera diffusa (Willd.) Schult., 1820 (Passifloraceae) - Utricularia capillacea Willd., 1797 (Lentibulariaceae) |

### Ciuperci și licheni (selecție)

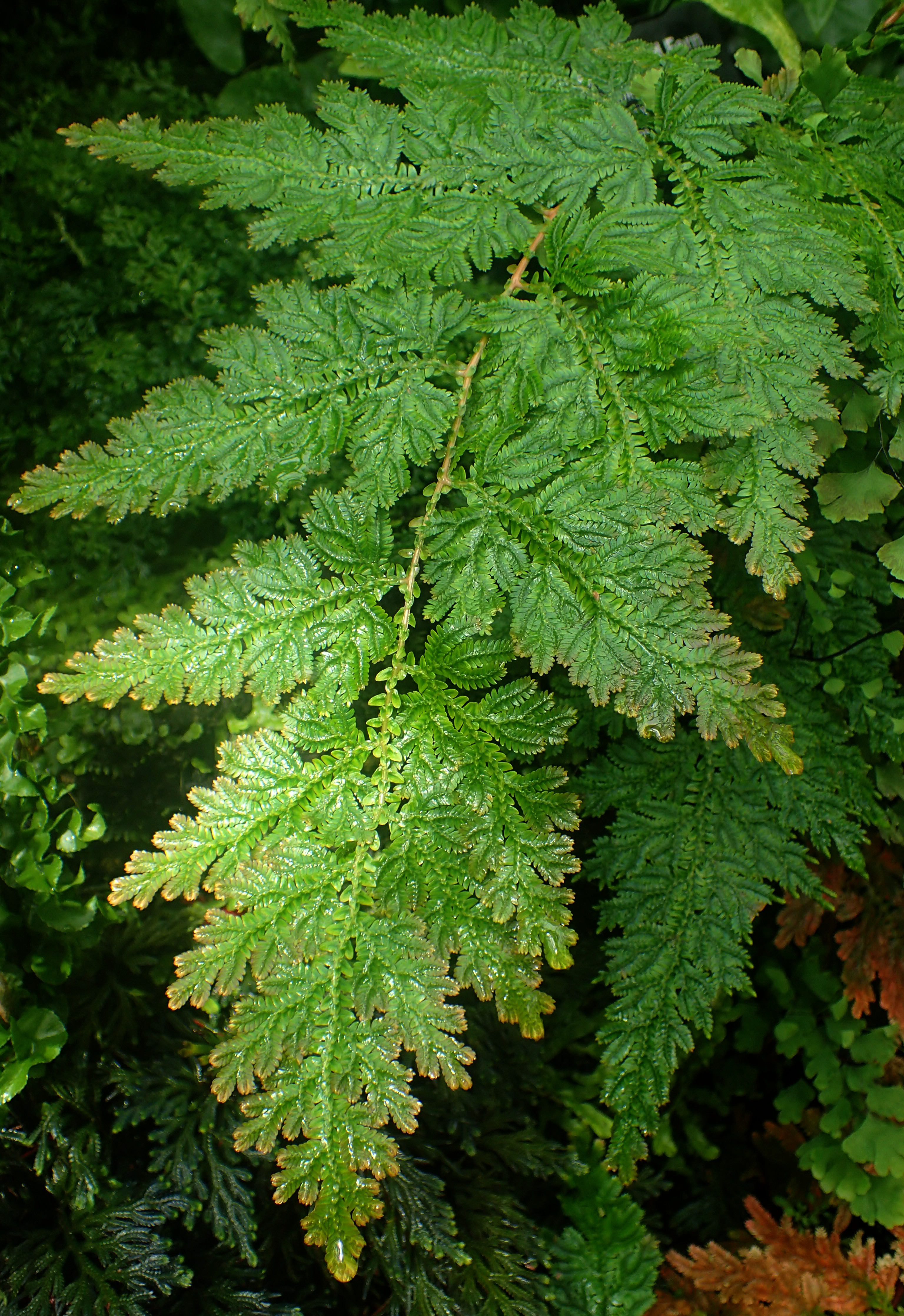
Selaginella willdenowii

Deși specializat în plante, savantul a descris de asemenea un număr de ciuperci și licheni (genuri și specii) pentru prima dată, din care multe denumiri sunt valabile până în prezent (2019). Comitetul de nomenclatură Mycobank a listat următoarele:
| - Peltigera, gen Willd., 1787 (Pezizomycotina, lichen) - Poronia, gen Willd., 1787 (Pezizomycotina) - Thelephora, gen (Ehrh.) Willd., 1787 (Thelephoraceae) - Bjerkandera adusta (Willd.) P.Karst. (1879) Meruliaceae - Dacrymyces tortus (Willd., 1788) Fr., 1828 (Tremellaceae) - Cyathus striatus (Hudson) Willd., 1787 (Nidulariaceae) - Hydnum candidum Willd., 1788 (Hydnaceae) - Hydnum rubicundum Willd., 1788 (Hydnaceae) - Lichen cinchonae Willd., 1788 ((Pezizomycotina, lichen) - Lichen melanoleucus Willd., 1788 ((Pezizomycotina, lichen) - Lycoperdon infundibulum Willd., 1788 (Agaricaceae) - Mucor mutabilis Willd., 1788 (Mucoraceae) | - Mucor roridus Willd., 1788 (Mucoraceae) - Nidularia deformis (Willd., 1788) Sw.,1814 (Agaricaceae) - Peltigera aphthosa (L., 1753) Willd., 1787 (Pezizomycotina, lichen) - Peltigera canina (L., 1753) Willd., 1787 (Pezizomycotina, lichen) - Peltigera chlorophylla Willd., 1787) Willd., 1797 (Pezizomycotina, lichen) - Peridermium oblongisporium (Willd., 1788) Fuckel,1863 (Agaricaceae) - Stereum hirsutum (Willd., 1787) Pers., 1800 (Stereaceae) - Tremella annulata Willd., 1788 (Tremellaceae) - Tremella encephaliformis Willd., 1788 (Tremellaceae) - Tremella lithophila Willd., 1788 (Tremellaceae) - Tremella sepincola Willd., 1788 (Tremellaceae) - Verrucaria grisea Willd., 1788 ( Pezizomycotina) |

## Societăți

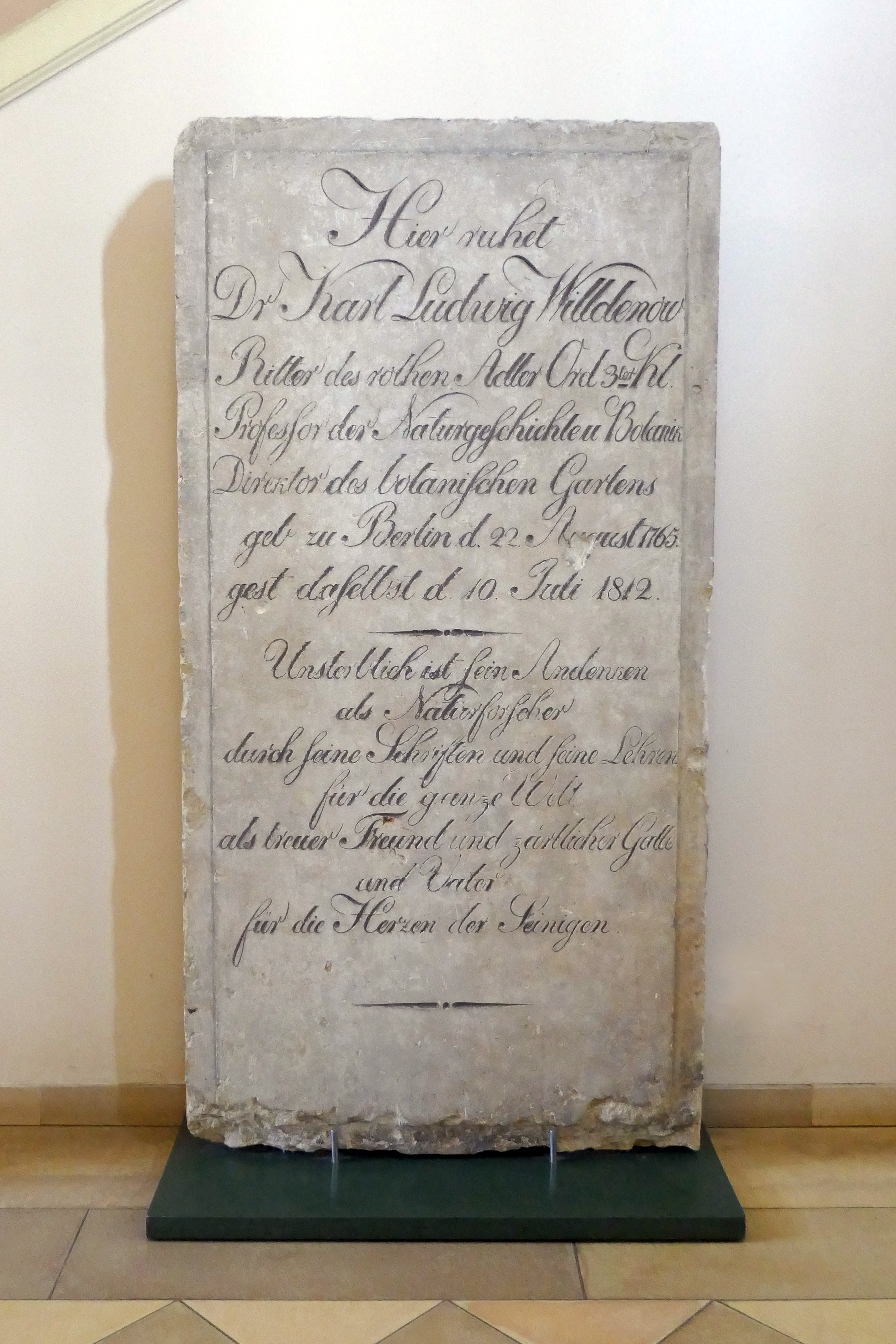
Epitaful lui Willdenow

- Membru al Academiei Regale Prusace de Științe (1794)
- Membru extern al Academiei Regale Neerlandeze de Arte și Științe[19]
- Membru extern al Academiei RegaleSuedeze de Științe (1801)
- Membru extern al Academiei Bavareze de Științe (1808)

## Onoruri
- Ordinul Regal al Prusiei Vulturul Roșu de clasa III (cavaler) (18 ianuarie 1810)[20]
- Jurnalul botanic Willdenowia a fost numit în comemorarea sa (din 1953).
- Medalia Willdenow, conferită de către Grădina Botanică cu Muzeul de Botanică din Berlin-Dahlem pentru contribuții prodigioase față de instituție (din 1965).[21]
- În Berlin au fost denumite două străzi Willdenowstraße: una în apropierea grădinii botanice în cartierul Berlin-Lichterfelde, [22] și alta în cartierul Berlin-Wedding.[23]

## Genuri și specii de ciuperci denumite după Willdenow (selecție)
- Wildenowia, gen Thunb. (1790), cu în prezent numai 12 specii[24]
- Carex willdenowii (Schkuhr) Willd. (1805)
- Croton willdenowii G.L.Webster (1992)
- Quercus willdenowiana (Dippel) Beissn., Schelle & Zabel (pro specie) (1903)
- Selaginella willdenowii (Desv. : Poir.) Bak. (1867)
- Trifolium willdenowii Spreng. (1838)

## Publicații

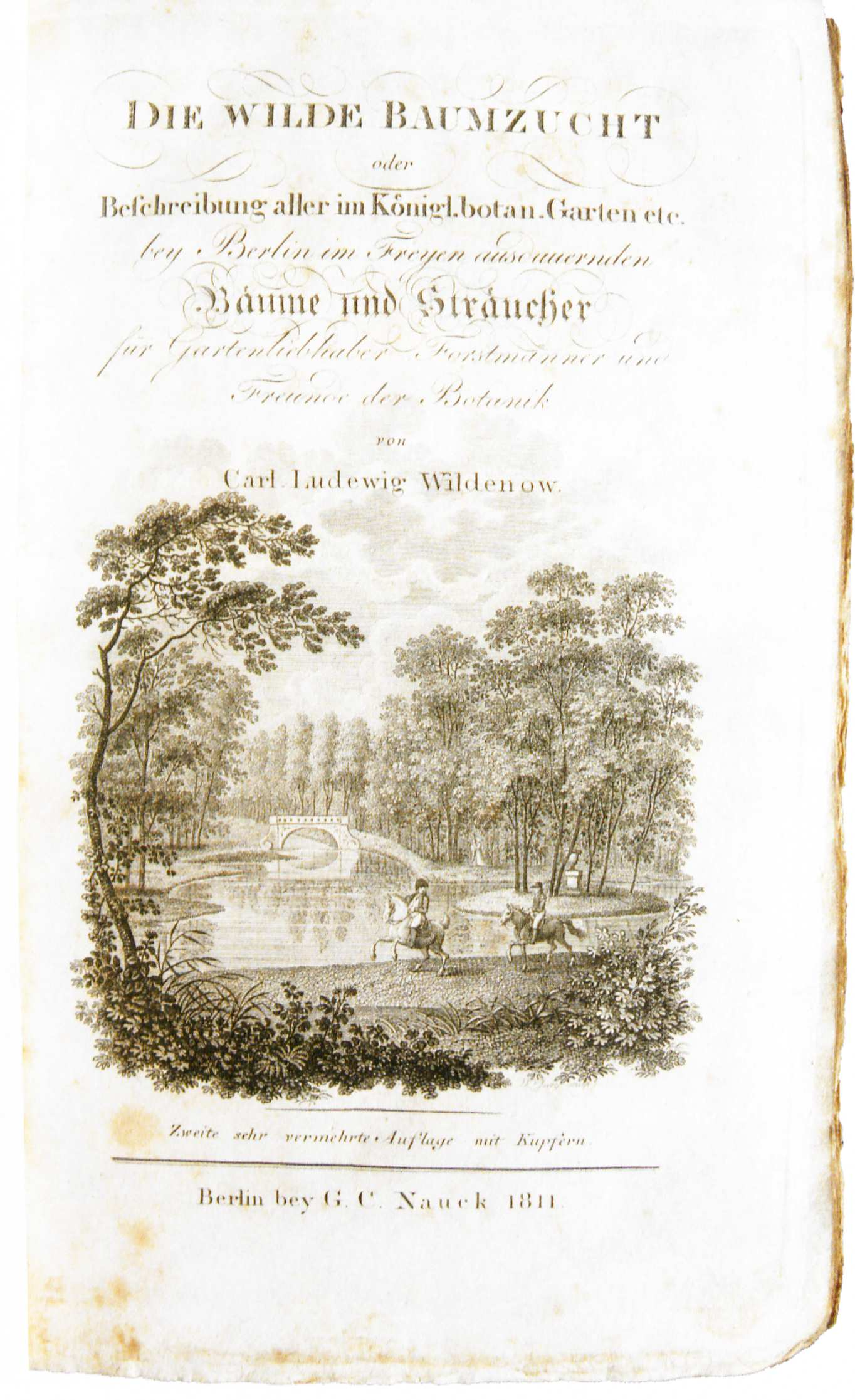
Willd.: Die wilde Baumzucht 1811

- Florae Berolinensis prodromus, Editura Wilhelm Vieweg, Berlin 1787
- Historia Amaranthorum, Editura Ziegleri et Fil., Zürich 1790
- Etwas ueber die Entstehung der Pilze (1792) în: Annals of Botany, vol. 3 p. 58-65
- Grundriss der Kräuterkunde, Editura Haude und Spener, Berlin 1792
- Phytographia sev descriptio rariorum minus cognitarum plantarum, Editura Wolfgang Walther, Erlangen 1794
- Berlinische Baumzucht, Editura G. E. Nauk, Berlin 1796
- Linnaei species plantarum 6 volume, Editura Nauk, Berlin 1798-1826 (ed. și prelucrare)
- Drei neue Pflanzengattungen, în: Gesellschaft naturforschender Freunde in Berlin, vol. 3, Berlin 1801, p. 406 pp.
- Hortus Berolinensis, sive icones et descriptiones …, 4 volume, Editura Fr. Schüppel  Berlin 1803-1816
- Anleitung zum Selbststudium der Botanik, Editura F. Oehmigke d Ä., Berlin 1804
- Caricologia sive descriptiones omnium specierum Caricis, in usum excursionum botanicarum pro amicis seorsim impressa, Berlin 1805
- Enumeratio plantarum horti regii botanici berolinensis, continens descriptiones omnium vegetabilium in horto dicto cultorum, Berlin 1809 și supliment 1814
- Grundriss der Kräuterkunde, Editura Taberna Libraria Scholae Realis, Berlin 1810
- Abbildungen der deutschen Holzarten, vol. 1, Editura Schüppelsche Buchhandlung, Berlin 1815
- Abbildungen der deutschen Holzarten, vol. 2, Editura Schüppelsche Buchhandlung, Berlin 1820
- Die wilde Baumzucht Editura G. E. Nauk, Berlin 1811
- Hortus Berolinensis, Editura Fr. Schüppel  Berlin 1816